# Škoda Yeti
| Sterne im Euro-NCAP-Crashtest (2009) | 5 Sterne im Euro-NCAP-Crashtest |

Der Škoda Yeti ist ein Kompakt-SUV der Marke Škoda. Die Serienversion wurde auf dem Genfer Auto-Salon im Frühjahr 2009 vorgestellt und war ab dem 29. August desselben Jahres erhältlich.
Ende 2017 wurde der Yeti vom auf dem Seat Ateca basierenden Škoda Karoq abgelöst. Von der Größe ist der im März 2019 vorgestellte Škoda Kamiq als Nachfolger anzusehen.
Das Modell wurde in Kvasiny, bei Škoda Auto India in Aurangabad, ab 2012 in Nischni Nowgorod und mit verlängertem Radstand ab November 2013 bei Shanghai Volkswagen in Anting hergestellt.

## Modellgeschichte
Der Yeti war mit Frontantrieb oder mit Allradantrieb erhältlich.
Der geländegängige Antriebsstrang stammte vom Škoda Octavia II 4×4 in Verbindung mit einer Haldex-Lamellenkupplung.
Als Motorisierungen waren drei Benzinmotoren mit 1,2 und 1,4 Litern Hubraum (77 kW/105 PS, 92 kW/125 PS und 110 kW/150 PS) sowie zwei 2,0-Liter-Diesel (81 kW/110 PS, 110 kW/150 PS) im Angebot. Die Benziner mit 81 und 92 kW  gab es nur mit Vorderradantrieb, während der 110-kW-Benziner serienmäßig Allrad hat, beim 81-kW-Diesel war Allrad als Option verfügbar. Für alle Motoren (außer 2.0 TDI 81 kW) gab es gegen Aufpreis ein Direktschaltgetriebe-Getriebe (DSG). Eine spritsparende Version mit 1,6-Liter-Diesel und Start-Stopp-System sowie Bremsenergierückgewinnung wurde bis 2015 als GreenLine-Ausstattung angeboten. Daneben wurde eine rollwiderstandsoptimierte Bereifung mit kleinerem Raddurchmesser benutzt, um die Bodenfreiheit zu verringern und damit den Luftwiderstand zu verbessern.
Im Jahr 2009 wurde das SUV das Auto des Jahres in der Tschechischen Republik.
Das Interieur ist stilistisch dem Škoda Superb nachempfunden. Das Rücksitzkonzept wurde aus dem Škoda Roomster übernommen.

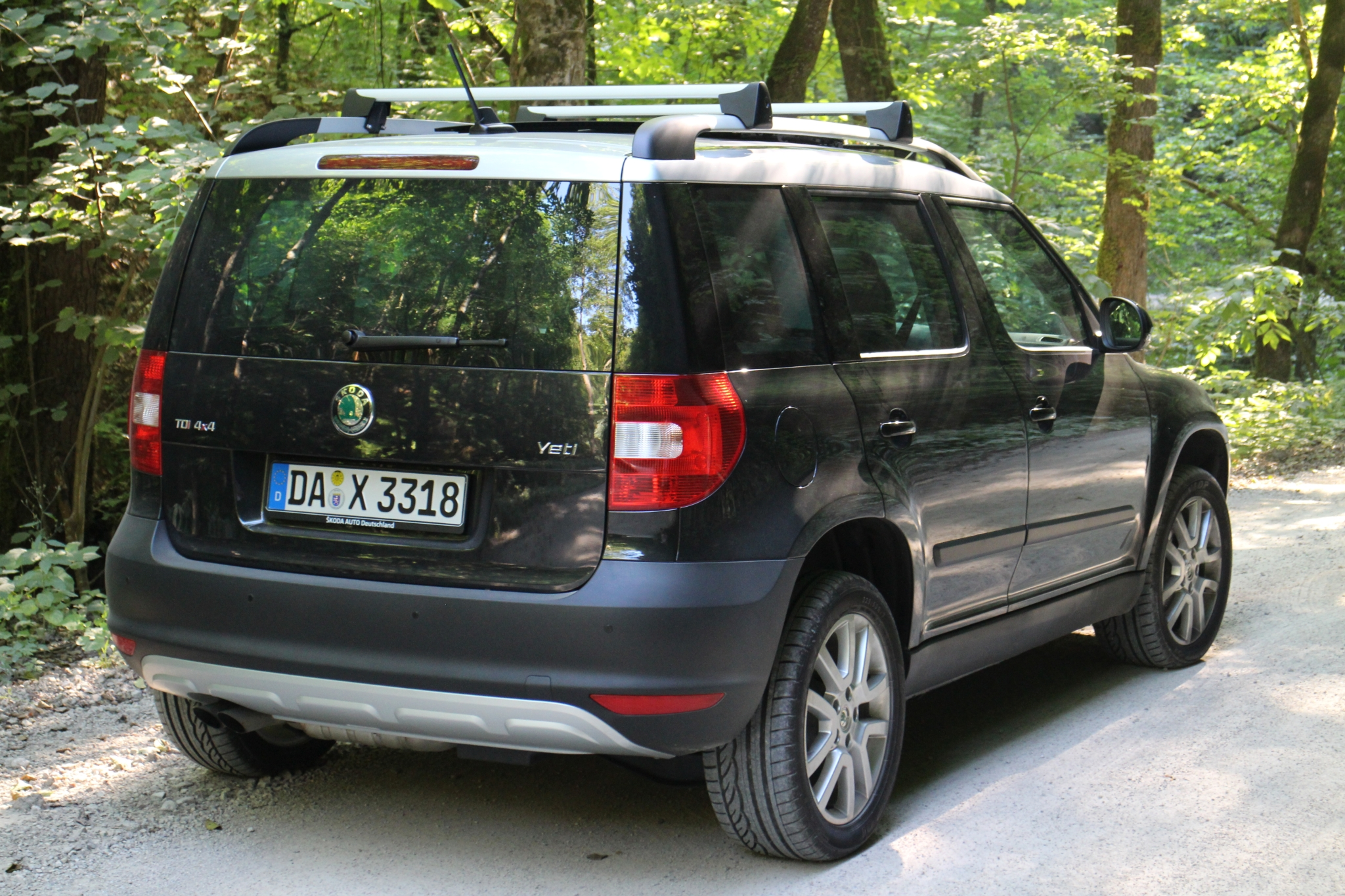
Heckansicht
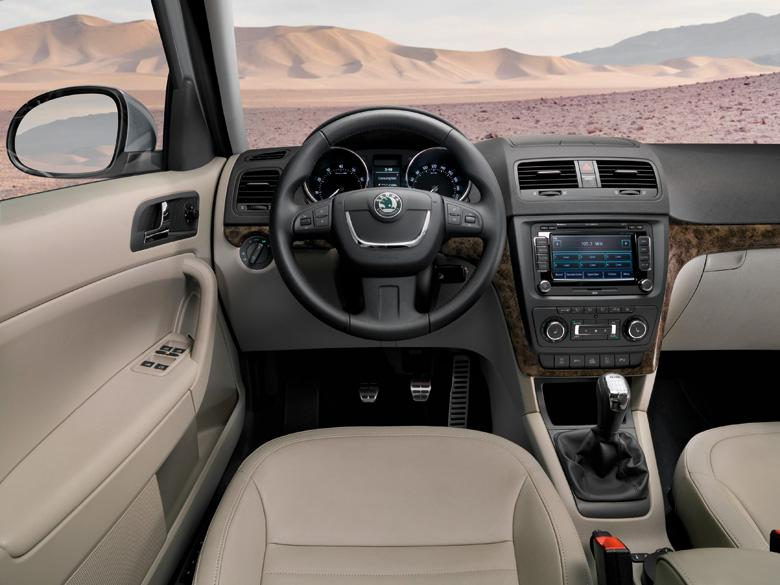
Armaturenbrett
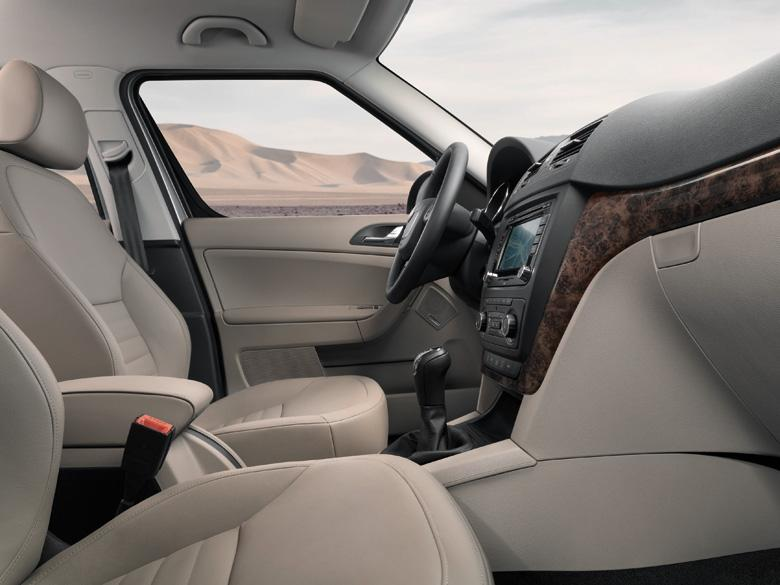
Seitlicher Blick ins Cockpit
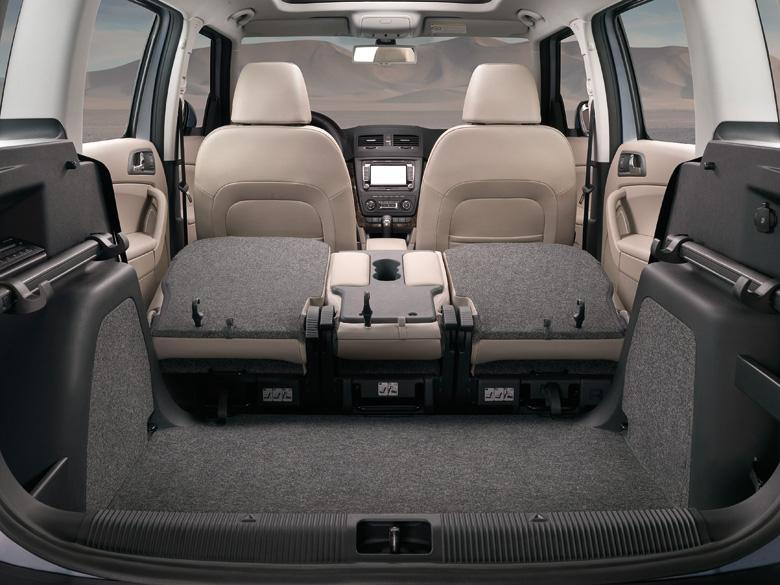
Kofferraum

### Modellpflege

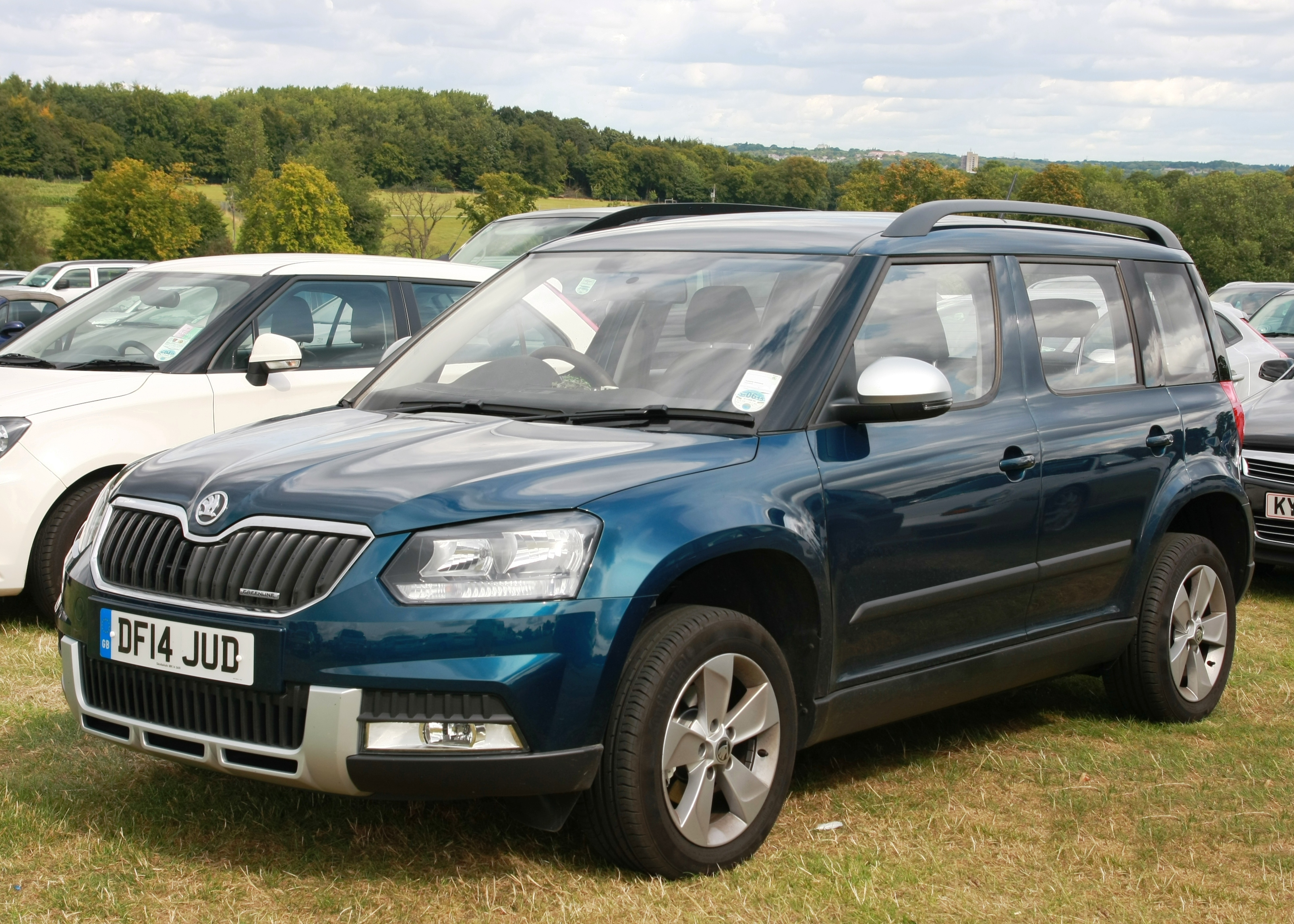
Škoda Yeti (ab 2013)

Im Herbst 2013 wurde dem Yeti eine hauptsächlich optische Überarbeitung zuteil. Zudem war eine Variante ohne die typischen SUV-Elemente wie Unterfahrschutz, Seitenleisten und Schweller zusätzlich im Programm. Für den chinesischen Markt wurde lokal eine im Radstand um 60 Millimeter verlängerte Version LWB (Long Wheelbase) eingeführt.
Die Front war bei beiden Versionen stärker horizontal mit einem markanten Grill und neu gestalteten Scheinwerfern ausgestattet. Als weitere Neuerung gab es nun auf Wunsch Bi-Xenon-Scheinwerfer mit integriertem LED-Tagfahrlicht. Die vorderen Nebelscheinwerfer waren jetzt rechteckig und befanden sich weiter unten in den vorderen Stoßfängern.
Das Heck wurde neu aufgeteilt: eine neue Form der Heckklappe mit Heckleuchten im C-Design enthält zwei Dreieckselemente sowie das neue Marken-Logo.
Im Juni 2015 wurde das Motorenprogramm angepasst, um den Erfordernissen der Abgasnorm Euro 6 zu entsprechen. Der 1,8-Liter-Ottomotor wurde durch eine neue Version des 1,4-Liter-Modells und die 103 kW und 125 kW starken Dieselmotoren durch eine neue Leistungsstufe mit 110 kW ersetzt. Sämtliche Dieselmodelle verwendeten eine AdBlue-Einspritzung zur Schadstoffreduzierung. Alle Motorisierungen waren ab diesem Zeitpunkt mit einem Start-Stopp-System ausgestattet, der 1,6-Liter-Dieselmotor (GreenLine) wurde nicht mehr angeboten.

### Produktionszahlen
| Jahr   | 2009   | 2010   | 2011   | 2012   | 2013   | 2014    | 2015   | 2016   | 2017 |
| ------ | ------ | ------ | ------ | ------ | ------ | ------- | ------ | ------ | ---- |
| Anzahl | 19.590 | 52.632 | 77.142 | 90.952 | 84.265 | 107.084 | 89.890 | 95.417 |      |

### Zulassungszahlen
Zwischen 2009 und 2018 sind in der Bundesrepublik Deutschland insgesamt 162.427 Yeti neu zugelassen worden. Mit 23.140 Einheiten war 2015 das erfolgreichste Verkaufsjahr.
|  |

|  |

|  |

|  |

|  |

|  |

|  |

|  |

|  |

|  |

|  |

|  |

|  |

|  |

|  |

|  |

|  |

|  |

|  |

|  |

|  |

|  |

|  |

|  |

|  |

|  |

|  |

|  |

|  |

|  |

|  |

|  |

|  |

|  |

|  |

|  |

|  |

|  |

|  |

|  |

|  |

|  |

|  |

|  |

|  |

|  |

|  |

|  |

|  |

|  |

|  |

|  |

|  |

|  |

|  |

|  |

|  |

|  |

|  |

|  |

|  |

|  |

|  |

|  |

|  |

|  |

|  |

|  |

|  |

|  |

|  |

|  |

|  |

|  |

|  |

|  |

|  |

|  |

|  |

|  |

|  |

|  |

|  |

|  |

|  |

|  |

|  |

|  |

|  |

|  |

|  |

|  |

|  |

|  |

|  |

|  |

|  |

|  |

|  |

|  |

|  |

|  |

|  |

|  |

|  |

|  |

|  |

|  |

|  |

|  |

|  |

|  |

|  |

|  |

|  |

|  |

|  |

|  |

|  |

|  |

|  |

|  |

|  |

|  |

|  |

|  |

|  |

|  |

|  |

|  |

|  |

|  |

|  |

|  |

|  |

|  |

|  |

|  |

|  |

|  |

|  |

|  |

|  |

|  |

|  |

|  |

|  |

|  |

|  |

|  |

|  |

|  |

|  |

|  |

|  |

|  |

|  |

|  |

|  |

|  |

|  |

|  |

|  |

|  |

|  |

|  |

|  |

|  |

|  |

|  |

|  |

|  |

|  |

|  |

|  |

|  |

|  |

|  |

|  |

|  |

|  |

|  |

|  |

|  |

|  |

|  |

|  |

|  |

|  |

|  |

|  |

|  |

|  |

|  |

|  |

|  |

|  |

|  |

|  |

|  |

|  |

|  |

|  |

|  |

|  |

|  |

|  |

|  |

|  |

|  |

|  |

|  |

|  |

|  |

|  |

|  |

|  |

|  |

|  |

|  |

|  |

|  |

|  |

|  |

|  |

|  |

|  |

|  |

|  |

|  |

|  |

|  |

|  |

|  |

|  |

|  |

|  |

|  |

|  |

|  |

|  |

|  |

|  |

|  |

|  |

|  |

|  |

|  |

|  |

|  |

|  |

|  |

|  |

|  |

|  |

|  |

|  |

|  |

|  |

|  |

|  |

|  |

|  |

|  |

|  |

|  |

|  |

|  |

|  |

|  |

|  |

|  |

|  |

|  |

|  |

|  |

|  |

|  |

|  |

|  |

|  |

|  |

|  |

|  |

|  |

|  |

|  |

|  |

|  |

|  |

|  |

|  |

|  |

|  |

|  |

|  |

|  |

|  |

|  |

|  |

|  |

|  |

|  |

|  |

|  |

|  |

|  |

|  |

|  |

|  |

|  |

|  |

|  |

|  |

|  |

|  |

|  |

|  |

|  |

|  |

|  | Benziner (97.928) |

|  | Benziner (97.928) |

|  | Diesel (64.499) |

|  | Diesel (64.499) |

## Sicherheit
Im Euro-NCAP-Crashtest wurde der Yeti im Jahr 2009 mit fünf von fünf möglichen Sternen bewertet. Bei der Bewertung der Insassensicherheit von Erwachsenen erreichte das getestete Fahrzeug 92 % und bei der Insassensicherheit von Kindern 78 % der maximal möglichen Punktzahl. Im Bereich Fußgängerschutz erhielt das Fahrzeug 46 % der Punkte, die serienmäßige Sicherheitsausstattung wurde mit 71 % der möglichen Punktzahl bewertet.

## Technische Daten

### Technische Daten (2009–2015)
|                                              | 1.2 TSI                                                    | 1.4 TSI                                                    | 1.8 TSI                                                    | 1.8 TSI                                                    | 1.6 TDI (DPF)                                                                               | 2.0 TDI (DPF)                                                                               | 2.0 TDI (DPF)                                                                               | 2.0 TDI (DPF)                                                                               |
| -------------------------------------------- | ---------------------------------------------------------- | ---------------------------------------------------------- | ---------------------------------------------------------- | ---------------------------------------------------------- | ------------------------------------------------------------------------------------------- | ------------------------------------------------------------------------------------------- | ------------------------------------------------------------------------------------------- | ------------------------------------------------------------------------------------------- |
| Bauzeitraum:                                 | 08/2009–05/2015                                            | 06/2010–05/2015                                            | 12/2011–05/2015                                            | 06/2009–05/2015                                            | 12/2010–05/2015                                                                             | 10/2009–05/2015                                                                             | 06/2009–05/2015                                                                             | 08/2009–05/2015                                                                             |
| Motortyp:                                    | Vierzylinder-Ottomotor in Reihenbauart, Direkteinspritzung | Vierzylinder-Ottomotor in Reihenbauart, Direkteinspritzung | Vierzylinder-Ottomotor in Reihenbauart, Direkteinspritzung | Vierzylinder-Ottomotor in Reihenbauart, Direkteinspritzung | Vierzylinder-Dieselmotor in Reihenbauart, Common-Rail-Einspritzung, Dieselrußpartikelfilter | Vierzylinder-Dieselmotor in Reihenbauart, Common-Rail-Einspritzung, Dieselrußpartikelfilter | Vierzylinder-Dieselmotor in Reihenbauart, Common-Rail-Einspritzung, Dieselrußpartikelfilter | Vierzylinder-Dieselmotor in Reihenbauart, Common-Rail-Einspritzung, Dieselrußpartikelfilter |
| Motorkennbuchstaben:                         | CBZB                                                       | CAXA, CMBA, CPVA                                           |                                                            | CDAA, CDHB                                                 | CAYC                                                                                        | DFSA / CFHA                                                                                 | CFHC                                                                                        | CFJA                                                                                        |
| Motoraufladung:                              | Turbolader                                                 | Turbolader                                                 | Turbolader                                                 | Turbolader                                                 | Turbolader                                                                                  | Turbolader                                                                                  | Turbolader                                                                                  | Turbolader                                                                                  |
| Hubraum:                                     | 1197 cm³                                                   | 1390 cm³                                                   | 1798 cm³                                                   | 1798 cm³                                                   | 1598 cm³                                                                                    | 1968 cm³                                                                                    | 1968 cm³                                                                                    | 1968 cm³                                                                                    |
| max. Leistung bei min−1:                     | 77 kW (105 PS)/5000                                        | 90 kW (122 PS)/5000                                        | 112 kW (152 PS)/4300–6200                                  | 118 kW (160 PS)/4500–6200                                  | 77 kW (105 PS)/4400                                                                         | 81 kW (110 PS)/4200 1                                                                       | 103 kW (140 PS)/4200                                                                        | 125 kW (170 PS)/4200                                                                        |
| max. Drehmoment bei min−1:                   | 175 Nm/1500–3500                                           | 200 Nm/1500–4000                                           | 250 Nm/1500–4200                                           | 250 Nm/1500–4500                                           | 250 Nm/1500–2500                                                                            | 250 Nm/1500–2500 1                                                                          | 320 Nm/1750–2500                                                                            | 350 Nm/1750–2500                                                                            |
| Antriebsart, serienmäßig:                    | Vorderradantrieb                                           | Vorderradantrieb                                           | Allradantrieb 4×4                                          | Allradantrieb 4×4                                          | Vorderradantrieb                                                                            | Vorderradantrieb                                                                            | Vorderradantrieb                                                                            | Allradantrieb 4×4                                                                           |
| Antriebsart, optional:                       | –                                                          | –                                                          | –                                                          | –                                                          | –                                                                                           | Allradantrieb 4×4                                                                           | Allradantrieb 4×4                                                                           | –                                                                                           |
| Getriebeart, serienmäßig:                    | Sechsgang-Schaltgetriebe                                   | Sechsgang-Schaltgetriebe                                   | Sechsgang-DSG                                              | Sechsgang-Schaltgetriebe                                   | Fünfgang-Schaltgetriebe                                                                     | Fünfgang-Schaltgetriebe                                                                     | Sechsgang-Schaltgetriebe                                                                    | Sechsgang-Schaltgetriebe                                                                    |
| Getriebeart, optional:                       | Siebengang-DSG                                             | Siebengang-DSG                                             | –                                                          | –                                                          | Siebengang-DSG                                                                              | Sechsgang-Schaltgetriebe (bei 4×4)                                                          | Sechsgang-DSG (bei 4×4)                                                                     | Sechsgang-DSG                                                                               |
| Leergewicht:                                 | 1345–1375 kg                                               | 1375–1395 kg                                               | 1505–1540 kg                                               | 1505–1540 kg                                               | 1410 kg                                                                                     | 1420–1525 kg                                                                                | 1470–1555 kg                                                                                | 1535 kg                                                                                     |
| maximale Zuladung:                           | 545 kg                                                     | 545 kg                                                     | 545 kg                                                     | 545 kg                                                     | 545 kg                                                                                      | 545 kg                                                                                      | 545 kg                                                                                      | 545 kg                                                                                      |
| Beschleunigung 0–100 km/h:                   | 11,8–12,0 s                                                | 10,5–10,6 s                                                | 9,0 s                                                      | 8,4 s                                                      | 12,1 s                                                                                      | 11,6–12,2 s                                                                                 | 9,7–10,2 s                                                                                  | 8,4 s                                                                                       |
| Höchstgeschwindigkeit:                       | 173–175 km/h                                               | 183–185 km/h                                               | 192 km/h                                                   | 200 km/h                                                   | 176 km/h                                                                                    | 174–177 km/h                                                                                | 187–193 km/h                                                                                | 201 km/h                                                                                    |
| Kraftstoffverbrauch auf 100 km (kombiniert): | 6,4–6,6 l Super                                            | 6,4–6,8 l Super                                            | 8,0 l Super                                                | 8,0 l Super                                                | 4,6 l Diesel                                                                                | 5,4–6,1 l Diesel                                                                            | 5,1–6,5 l Diesel                                                                            | 5,9–6,1 l Diesel                                                                            |
| CO2-Emission, kombiniert:                    | 149–154 g/km                                               | 148–159 g/km                                               | 189 g/km                                                   | 189 g/km                                                   | 132 g/km                                                                                    | 140–159 g/km                                                                                | 134–169 g/km                                                                                | 155–159 g/km                                                                                |
| Abgasnorm nach EU-Klassifikation:            | Euro 5                                                     | Euro 5                                                     | Euro 5                                                     | Euro 5                                                     | Euro 5                                                                                      | Euro 5                                                                                      | Euro 5                                                                                      | Euro 5                                                                                      |

### Technische Daten (seit 2015)
|                                              | 1.2 TSI                                                    | 1.4 TSI                                                    | 1.4 TSI                                                    | 2.0 TDI (DPF) (4x4)                                                                                          | 2.0 TDI (DPF)                                                                                                | 2.0 TDI (DPF) 4x4                                                                                            |
| -------------------------------------------- | ---------------------------------------------------------- | ---------------------------------------------------------- | ---------------------------------------------------------- | --- | --- | --- |
| Bauzeitraum:                                 | 2014–07/2017                                               | 06/2015–07/2017                                            | 06/2015–07/2017                                            | 06/2015–07/2017                                                                                              | 06/2015–07/2017                                                                                              | 06/2015–07/2017                                                                                              |
| Motortyp:                                    | Vierzylinder-Ottomotor in Reihenbauart, Direkteinspritzung | Vierzylinder-Ottomotor in Reihenbauart, Direkteinspritzung | Vierzylinder-Ottomotor in Reihenbauart, Direkteinspritzung | Vierzylinder-Dieselmotor in Reihenbauart, Common-Rail-Einspritzung, Dieselrußpartikelfilter, SCR-Katalysator | Vierzylinder-Dieselmotor in Reihenbauart, Common-Rail-Einspritzung, Dieselrußpartikelfilter, SCR-Katalysator | Vierzylinder-Dieselmotor in Reihenbauart, Common-Rail-Einspritzung, Dieselrußpartikelfilter, SCR-Katalysator |
| Motoraufladung:                              | Turbolader                                                 | Turbolader                                                 | Turbolader                                                 | Turbolader                                                                                                   | Turbolader                                                                                                   | Turbolader                                                                                                   |
| Hubraum:                                     | 1197 cm³                                                   | 1395 cm³                                                   | 1395 cm³                                                   | 1968 cm³ | 1968 cm³ | 1968 cm³ |
| max. Leistung bei min−1:                     | 81 kW (110 PS)/5600                                        | 92 kW (125 PS)/6000                                        | 110 kW (150 PS)/6000                                       | 81 kW (110 PS)/3500                                                                                          | 110 kW (150 PS)/3500                                                                                         | 110 kW (150 PS)/3500                                                                                         |
| max. Drehmoment bei min−1:                   | 175 Nm/1400–4000                                           | 200 Nm/1400–4000                                           | 250 Nm/1500–3500                                           | 250 Nm/1750–3000                                                                                             | 340 Nm/1750–3000                                                                                             | 340 Nm/1750–3000                                                                                             |
| Antriebsart, serienmäßig:                    | Vorderradantrieb                                           | Vorderradantrieb                                           | Allradantrieb 4x4                                          | Vorderradantrieb                                                                                             | Vorderradantrieb                                                                                             | Allradantrieb 4×4                                                                                            |
| Antriebsart, optional:                       | –                                                          | –                                                          | –                                                          | Allradantrieb 4×4                                                                                            | – | – |
| Getriebeart, serienmäßig:                    | Sechsgang-Schaltgetriebe                                   | Sechsgang-Schaltgetriebe                                   | Sechsgang-Schaltgetriebe                                   | Fünfgang-Schaltgetriebe                                                                                      | Sechsgang-Schaltgetriebe                                                                                     | Sechsgang-Schaltgetriebe                                                                                     |
| Getriebeart, optional:                       | Siebengang-DSG                                             | Siebengang-DSG                                             | Sechsgang-DSG                                              | Sechsgang-Schaltgetriebe (bei 4×4)                                                                           | – | Sechsgang-DSG                                                                                                |
| Leergewicht:                                 | 1340 kg (1360 kg)                                          | 1355 kg (1380 kg)                                          | 1471 kg (1496 kg)                                          | 1452 kg (1505 kg)                                                                                            | 1486 kg | 1565 kg (1585 kg)                                                                                            |
| maximale Zuladung:                           | 540 kg                                                     | 540 kg                                                     | 540 kg                                                     | 540 kg | 540 kg | 540 kg |
| Beschleunigung 0–100 km/h:                   | 10,9 s (11,4 s)                                            | 9,9 s                                                      | 8,7 s (8,9 s)                                              | 11,6 s (11,9 s)                                                                                              | 9,0 s | 8,9 s (9,2 s)                                                                                                |
| Höchstgeschwindigkeit:                       | 179 km/h (178 km/h)                                        | 187 km/h                                                   | 195 km/h (192 km/h)                                        | 179 km/h (176 km/h)                                                                                          | 199 km/h | 195 km/h (192 km/h)                                                                                          |
| Kraftstoffverbrauch auf 100 km (kombiniert): | 5,5 l Super                                                | 5,8 l Super                                                | 6,3 l Super                                                | 4,5 (5,3) l Diesel                                                                                           | 4,8 l Diesel                                                                                                 | 5,1 (5,5) l Diesel                                                                                           |
| CO2-Emission, kombiniert:                    | 128 g/km                                                   | 134 g/km                                                   | 147 g/km                                                   | 118 (137) g/km                                                                                               | 126 g/km | 134 (144) g/km                                                                                               |
| Abgasnorm nach EU-Klassifikation:            | Euro 6                                                     | Euro 6                                                     | Euro 6                                                     | Euro 6 | Euro 6 | Euro 6 |

## Testergebnisse
Der Yeti gewann einen „auto motor und sport“-Vergleichstest von Dieselmodellen gegen den Toyota RAV4 und BMW X1.

## Trivia
Jeremy Clarkson bezeichnete den Yeti in der Fernsehsendung Top Gear als „bestes Auto der Welt“.